# Synagoge (Eschweiler)

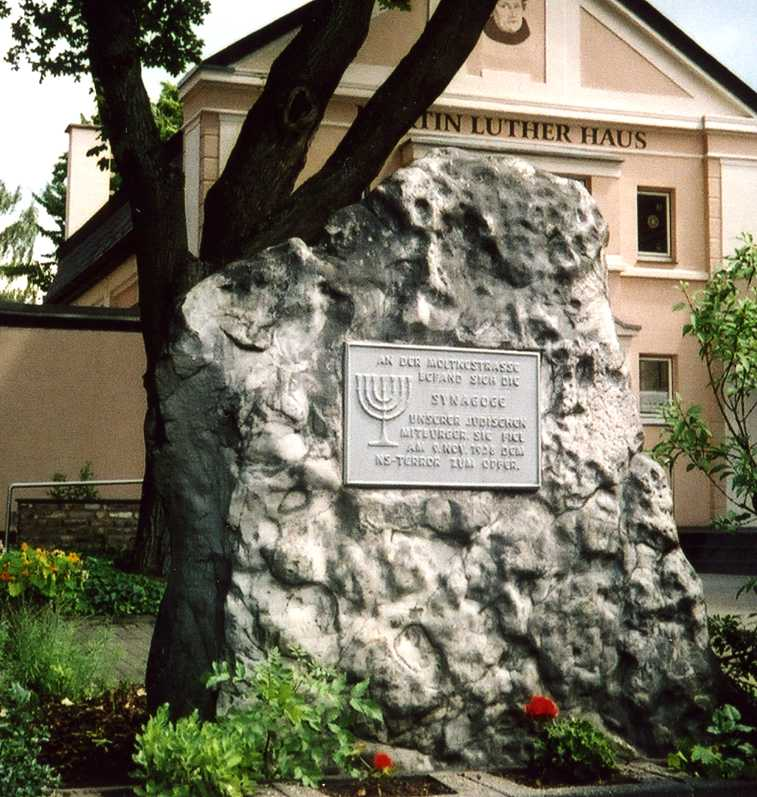
Gedenkstein zur Erinnerung an die Synagoge

Die Synagoge in Eschweiler, einer Stadt in der Städteregion Aachen in Nordrhein-Westfalen (Deutschland), wurde 1890/91 errichtet. Die Synagoge stand in der heutigen Moltkestraße, direkt neben der evangelischen Kirche.

## Geschichte
Um 1750 siedelten sich erste jüdische Bewohner in Eschweiler an. Die Synagoge war ein Neubau und wurde im September 1891 durch den Kölner Rabbiner Abraham Frank eingeweiht. Sie löste die 1870 in Eschweiler erworbene Betstube mit zugehöriger Schule ab. Organisatorisch zugehörig, bis 1926, waren die Juden Eschweilers und Kinzweilers dem Synagogenbezirk Jülich, was sich, nach 1926, durch die Gründung einer eigenständigen Gemeinde änderte. Der Gemeinde schlossen sich 1932 8 Juden Gressenichs an.
In der Zeit des Nationalsozialismus wurde die Synagoge beim Novemberpogrom 1938 von SA-Angehörigen in Brand gesetzt und zerstört. Auf Anweisung der NSDAP-Ortsgruppenleitung durfte die angerückte Feuerwehr den Synagogenbrand nicht bekämpfen.

## Gedenken
Seit November 1988 erinnert ein großer Felsblock vor der evangelischen Kirche an die Synagoge. Die Tafel trägt folgende Inschrift: „An der Moltkestraße befand sich die Synagoge unserer jüdischen Mitbürger. Sie fiel am 9. Nov. 1938 dem NS-Terror zum Opfer.“